# Mikrokhórion
Mikrokhórion (Mikrochori) är en ort i Grekland.   Den ligger i prefekturen Nomarchía Anatolikís Attikís och regionen Attika, i den sydöstra delen av landet, 30 km nordost om huvudstaden Aten. Mikrokhórion ligger 466 meter över havet och antalet invånare är 578.
Terrängen runt Mikrokhórion är kuperad.Runt Mikrokhórion är det ganska tätbefolkat, med 100 invånare per kvadratkilometer. Närmaste större samhälle är Kifisiá, 19,1 km söder om Mikrokhórion. Trakten runt Mikrokhórion består till största delen av jordbruksmark.